# Manfred Schumann
Pour les articles homonymes, voir Schumann (homonymie).
Manfred Schumann, né le 7 février 1951 à Hanovre, est un bobeur et athlète ouest-allemand. En bobsleigh, il a notamment gagné deux médailles aux Jeux olympiques et trois aux championnats du monde dans les années 1970.

## Carrière
Manfred Schumann commence sa carrière sportive par l'athlétisme. Notamment deuxième du 50 mètres haies aux championnats d'Europe d'athlétisme en salle en 1972, il bat le record du monde du 60 mètres haies en salle la même année. Il participe également en 110 mètres haies aux Jeux olympiques d'été de 1972, où il est éliminé dès les séries.
Aux Jeux d'hiver de 1976 organisés à Innsbruck en Autriche, Schumann est médaillé d'argent en bob à deux avec le pilote Wolfgang Zimmerer et médaillé de bronze en bob à quatre avec Wolfgang Zimmerer, Bodo Bittner et Peter Utzschneider. Pendant sa carrière de bobeur, il remporte également trois médailles aux championnats du monde : l'or en bob à quatre en 1974, l'argent en bob à deux en 1979 et le bronze en bob à deux en 1977.

## Palmarès

### Jeux Olympiques
- : médaillé d'argent en bob à 2 aux JO 1976.
- : médaillé de bronze en bob à 4 aux JO 1976.

### Championnats monde
- : médaillé d'or en bob à 4 aux championnats monde de 1974.
- : médaillé d'argent en bob à 2 aux championnats monde de 1979.
- : médaillé de bronze en bob à 2 aux championnats monde de 1977.